# Vi maler byen rød
"Vi maler byen rød" er en dansk sang sunget af Birthe Kjær, der vandt Dansk Melodi Grand Prix 1989 med Jarl Friis-Mikkelsen som vært, tekstforfatteren var Keld Heick. Sange som blandt andet fugle og sommerregn var også med det år.
Sangen var genstand for et program i serien Landeplagen fra 2010 med Jacob Riising som vært, hvor nummeret historie og betydning blev gennemgået.
I 2020 blev sangen sunget lørdag d. 2. maj 2020 i programmet Morgensang på DR 1 med Phillip Faber i forbindelse med Corona-nedlukningen af Danmark.